# Gottschalk Eduard Guhrauer
Gottschalk Eduard Guhrauer, född den 15 maj 1809 i Bojanowo, död den 5 januari 1854 i Breslau, var en tysk litteraturhistoriker.
Guhrauer, som var professor i Breslau, skrev Kurmainz in der Epoche von 1672 (2 band, 1839), Lessings Erziehung des Menschengeschlechts, kritisch und philosophisch erläutert (1841), Das Heptaplomeres des Jean Bodin (1841), Gottfried Wilhelm von Leibniz, eine Biographie (2 band, 1842), som var hans huvudarbete, samt Jungius und sein Zeitalter (1850). Han utgav Leibniz' deutsche Schriften (1838-40) och Goethes Briefwechsel mit Knebel (1851) samt fortsatte Danzels verk över Lessing (1853).